# Fiestas de Nuevo León

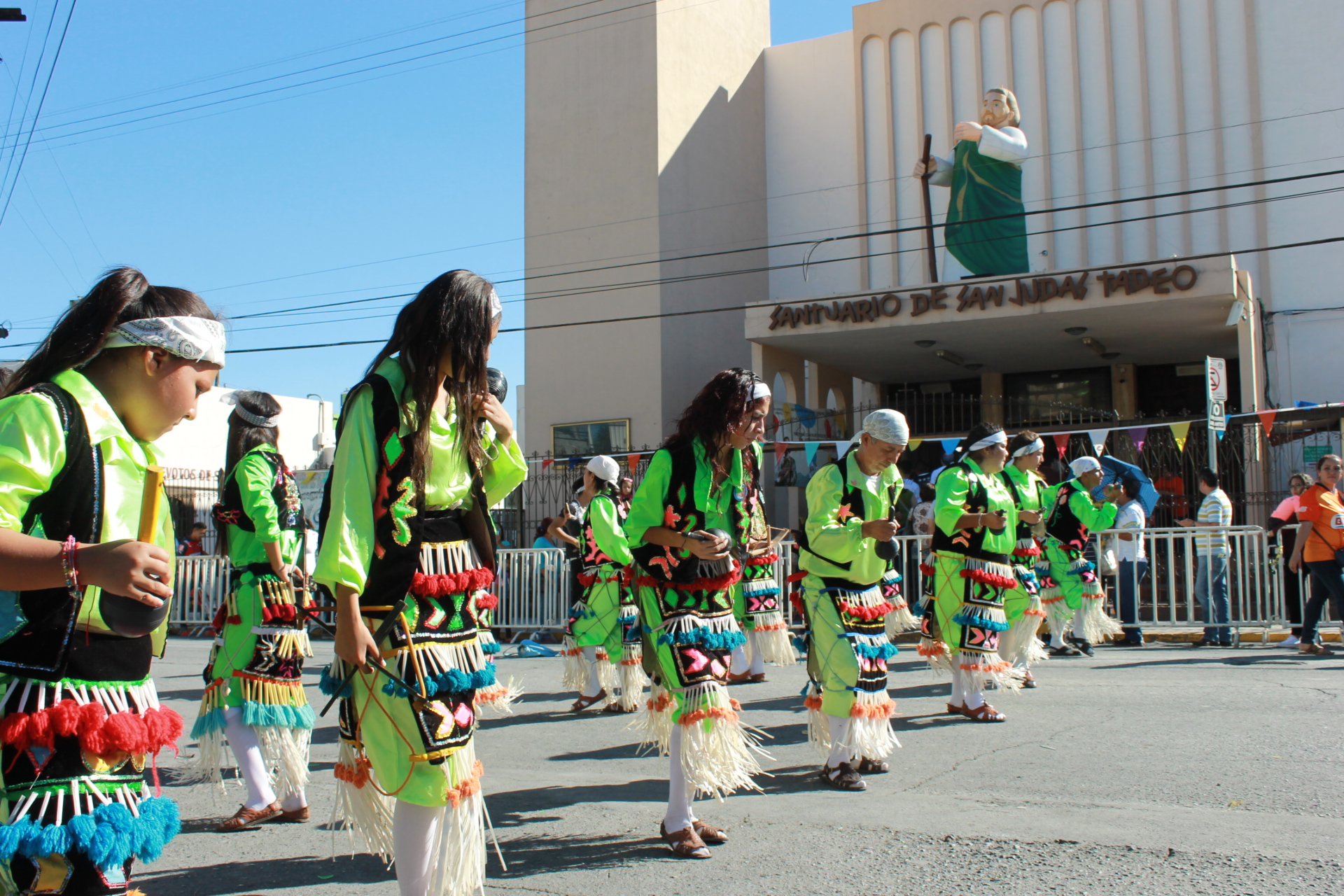
Imagen de los matachines.

La mayor parte de los festejos de Nuevo León están relacionadas con el aniversario de la fundación de los municipios, la celebración del santo patrono de la localidad por parte de la Iglesia católica, o las exposiciones del producto regional más popular. La mayoría de ellas sólo se celebran a nivel local y dado que la mayor parte de los municipios tienen pocos habitantes los festejos suelen ser austeros. Sin embargo algunos de ellos, como el Festival del Barrio Antiguo o la Exposición Ganadera de Guadalupe, llegan a recibir visitantes nacionales e internacionales.

## Febrero
- Ciénega de Flores: Aniversario del municipio (18 de febrero al 26 de febrero)
- Allende: Feria de Allende (14 de marzo al 20 de marzo).
- Agualeguas: Fiestas de la Semana Mayor (28 de marzo al 3 de abril).
- General Terán: Aniversario de elevación a Villa (31 de marzo al 3 de abril).
- Higueras: Feria del Orégano (26 de marzo al 6 de abril).
- Hualahuises: Feria del Geranio (21 de marzo al 29 de marzo).
- Salinas Victoria: Aniversario del municipio (4 de marzomarzo).
- Iturbide: Aniversario del municipio (5 de marzo al 9 de marzo).

## Abril
- Abasolo: Aniversario de la fundación (3 de abril]] al 5 de abril).
- Cerralvo: Feria de Cerralvo
- Hidalgo: Feria del Cemento (8 de abril al 17 de abril).
- Guadalupe: Expo Feria Guadalupe
- Higueras (Nuevo León): Feria del Oregano (Quema de la Candelilla) (19 de abril 23 de abril).

## Mayo
- Anáhuac: Aniversario del municipio (1 de mayo al 9 de mayo).
- Mina: Fiestas de la Primavera (14 de mayo al 22 de mayo).
- Villaldama: Fiesta de la santa cruz (26 de abril al 3 de mayo)

## Junio
- Lampazos de Naranjo: Feria Exposición de Lampazos (19 de junio al 28 de junio).
- Mier y Noriega: Feria Patronal de San Antonio de Padua (13 de junio
- Cadereyta Jiménez: Feria quema del castillo San Juan Bautista (6 de junio al 26 de junio).
- Apodaca (El Mezquital): Feria Patronal San Juan Bautista del 12 junio al 28

## Julio
- Aramberri: Feria del Aguacate (29 de julio al 4 de agosto).
- Bustamante: Feria del Señor de Tlaxcala (28 de julio al 6 de agosto).
- Linares: Fiestas de las vacas (29 de julio al 14 de agosto).
- Marín: Aniversario del municipio (8 de julio al 17 de julio).
- Pesquería: Feria del Sorgo (28 de julio al 7 de agosto, por lo general es el último fin de semana de julio).
- Sabinas Hidalgo: Aniversario del municipio (22 de julio al 31 de julio).
- Santiago: Feria de la Manzana (25 de julio al 10 de agosto).

## Septiembre
- Apodaca: Feria Agrícola e Industrial (23 de septiembre al 7 de octubre).
- El Carmen: Feria Industrial de la Nuez (10 de septiembre al 18 de septiembre).
- Ciénega de Flores: Feria del Machacado (9 de septiembre al 25 de septiembre).
- Doctor Arroyo: Aniversario del municipio (21 de septiembre al 22 de septiembre).
- Galeana: Feria de la Papa y la Manzana (15 de septiembre al 18 de septiembre).
- Monterrey: Aniversario del Municipio(20 de septiembre)

## Octubre
- General Zuazua: Feria de la Hojarasca (7 de octubre al 23 de octubre).
- Rayones: Feria de la Nuez (16 de octubre al 24 de octubre).

## Noviembre
- General Bravo: Aniversario del municipio (17 de noviembre al 21 de noviembre).
- Guadalupe: Expo feria Guadalupe (se celebra en casi todo el mes de noviembre solo que no tiene día oficial).
- Doctor González: Aniversario del Municipio (1 de noviembre al 5 de noviembre).

## Diciembre
- Agualeguas: Feria de Nuestro Señor de Agualeguas (8 de diciembre).¨
- Doctor Arroyo (Nuevo León): Fiesta de Nuestra Señora de la Concepción (8 de diciembre).¨
- Melchor Ocampo: Aniversario del municipio (29 de diciembre al 31 de diciembre).